# NHK白滝テレビ中継局
NHK白滝テレビ中継局（エヌエイチケイしらたきテレビちゅうけいきょく）は、北海道紋別郡遠軽町白滝地区にあったNHK北見放送局のテレビ中継局。

## 中継局概要

### アナログテレビ放送
| チャンネル 番号 | 放送局名     | 空中線電力        | ERP | 偏波面   | 放送対象地域 | 放送区域 内世帯数 | 運用開始日     |
| --------------- | ------------ | ----------------- | --- | -------- | ------------ | ----------------- | -------------- |
| 10              | NHK 北見総合 | 映像3W/ 音声750mW | -   | 垂直偏波 | オホーツク圏 | -                 | 1967年 9月25日 |
| 12              | NHK 北見教育 | 映像3W/ 音声750mW | -   | 垂直偏波 | 全国         | -                 | 1967年 9月25日 |

- 所在地： 紋別郡遠軽町白滝
- 白滝地区にケーブルテレビである「白滝ふるさとテレビ」が開局し、中継局が不要となったため、2002年3月27日に廃止された。なお、民放局にはチャンネルが割り当てられていなかった。